# Боброво (Дмитровский городской округ)
Боброво — деревня в Дмитровском районе Московской области, в составе городского поселения Деденево. Население — 4 чел. (2010). До 2006 года Боброво входило в состав Целеевского сельского округа.

## Расположение
Деревня расположена в центральной части района, примерно в 10 км южнее Дмитрова, в 4 км на запад от Деденево, на левом берегу малой речки Икшанки, левого притока реки Икши, высота центра над уровнем моря 191 м. Ближайший населённый пункт — Григорково в 1 км на юг.

## Население
| 2002 | 2006 | 2010 |
| ---- | ---- | ---- |
| 5    | ↘2   | ↗4   |